# Remo nos Jogos Sul-Americanos de 2018
As competições de remo nos Jogos Sul-Americanos de 2018 ocorreram entre 27 e 29 de maio em um total de 14 eventos. As competições aconteceram na Represa La Angostura, localizada em Cochabamba, Bolívia.

## Calendário
| Maio / Junho | 26 | 27 | 28 | 29 | 30 | 31 | 1 | 2 | 3 | 4 | 5 | 6 | 7 | 8 |
| ------------ | -- | -- | -- | -- | -- | -- | - | - | - | - | - | - | - | - |
| Remo         |    | 5  | 5  | 4  |    |    |   |   |   |   |   |   |   |   |

|  | Dia de competição |  | Dia de final |

## Medalhistas

### Masculino
| Evento                    | Ouro | Prata | Bronze |
| ------------------------- | --- | --- | --- |
| Skiff simples detalhes    | Brian Rosso ARG Argentina | Bernardo Guerrero CHI Chile | Arturo Rivarola PAR Paraguai |
| Dois sem detalhes         | Francisco Esteras Rodrigo Murillo ARG Argentina                                                                                    | Cristopher Kalleg Selim Echeverría CHI Chile                                                                                              | Ailson da Silva Evaldo Morais BRA Brasil |
| Skiff duplo detalhes      | Agustín Díaz Cristian Rosso ARG Argentina                                                                                          | Alfredo Abraham Francisco Lapostol CHI Chile                                                                                              | Ali José Leiva Jackson Monasterio VEN Venezuela |
| Skiff duplo leve detalhes | Eber Sanhueza Felipe Cárdenas CHI Chile                                                                                            | Alejandro Colomino Carlo Lauro ARG Argentina                                                                                              | Emanuel Borges Evaldo Morais BRA Brasil |
| Quatro sem detalhes       | Felipe Leal Nelson Martínez Ignacio Abraham Óscar Vásquez CHI Chile                                                                | Axel Haack Joaquín Iwan Iván Carino Nicolás Silvestro ARG Argentina                                                                       | Francisco Rodríguez Marcos Sarraute Jhonatan Esquivel Martín González URU Uruguai                                                                       |
| Skiff quádruplo detalhes  | Agustín Díaz Brian Rosso Cristian Rosso Ariel Suárez ARG Argentina                                                                 | Bernardo Guerrero César Abaroa Eber Sanhueza Felipe Cárdenas CHI Chile                                                                    | Bruno Cetraro Jhonatan Montes De Oca Marcos Sarraute Martín González Volkmann URU Uruguai                                                               |
| Quatro sem leve detalhes  | César Abaroa Felipe Inostroza Felipe Oyarzún Roberto Liewald CHI Chile                                                             | Alejandro Colomino Carlo Lauro Ignacio Pezzente Matías Boledi ARG Argentina                                                               | Álvaro Silva Bruno Cetraro Mauricio López Leandro Rodas URU Uruguai                                                                                     |
| Oito com detalhes         | Axel Haack Francisco Esteras Iván Carino Joaquín Iwan Lautaro Barrios Nicolás Silvestro Ariel Suárez Rodrigo Murillo ARG Argentina | Alfredo Abraham Cristopher Kalleg Felipe Leal Francisco Lapostol Ignacio Abraham Nelson Martínez Óscar Vásquez Selim Echeverría CHI Chile | Álvaro Silva Bruno Cetraro Francisco Rodríguez Jhonatan Montes De Oca Leandro Rodas Marcos Sarraute Martín González Volkmann Mauricio López URU Uruguai |

### Feminino
| Evento                      | Ouro                                                                        | Prata                                                                 | Bronze                                                                       |
| --------------------------- | --------------------------------------------------------------------------- | --------------------------------------------------------------------- | ---------------------------------------------------------------------------- |
| Skiff simples detalhes      | Antonia Abraham CHI Chile                                                   | Karina Wilvers ARG Argentina                                          | Sabrina Díaz URU Uruguai                                                     |
| Skiff simples leve detalhes | Melita Abraham CHI Chile                                                    | Martina Melgar ARG Argentina                                          | Sabrina Díaz URU Uruguai                                                     |
| Dois sem detalhes           | Antonia Abraham Melita Abraham CHI Chile                                    | Evelyn Silvestro Melisa Antunez ARG Argentina                         | María Bonilla Sabrina Díaz URU Uruguai                                       |
| Skiff duplo detalhes        | Antonia Abraham Melita Abraham CHI Chile                                    | Milka Kraljev Oriana Ruiz ARG Argentina                               | Dayane Santos Vanessa Cozzi BRA Brasil                                       |
| Skiff duplo leve detalhes   | Martina Melgar Milka Kraljev ARG Argentina                                  | Josefa Vila Yoselyn Cárcamo CHI Chile                                 | Caroline Corado Vanessa Cozzi BRA Brasil                                     |
| Skiff quádruplo detalhes    | Antonia Abraham Melita Abraham Victoria Hostetter Yoselyn Cárcamo CHI Chile | Karina Wilvers Martina Melgar Milka Kraljev Oriana Ruiz ARG Argentina | Alessia Palacios Alexandra Castro Shantall Zegarra Valeria Palacios PER Peru |

## Quadro de medalhas
| Ordem | País          | Medalha de ouro | Medalha de prata | Medalha de bronze | Total | Ordem por total |
| ----- | ------------- | --------------- | ---------------- | ----------------- | ----- | --------------- |
| 1     | CHI Chile     | 8               | 6                |                   | 14    | 1               |
| 2     | ARG Argentina | 6               | 8                |                   | 14    | 1               |
| 3     | URU Uruguai   |                 |                  | 7                 | 7     | 3               |
| 4     | BRA Brasil    |                 |                  | 4                 | 4     | 4               |
| 5     | PAR Paraguai  |                 |                  | 1                 | 1     | 5               |
|       | PER Peru      |                 |                  | 1                 | 1     | 5               |
|       | VEN Venezuela |                 |                  | 1                 | 1     | 5               |
| TOTAL | TOTAL         | 14              | 14               | 14                | 42    | —               |